# Emilio Dandolo
Emilio Dandolo (Varese, 5 de julio de 1830–Milán, 20 de febrero de 1859) fue un militar y patriota italiano, reconocido por haber participado en algunas de las batallas más importantes de la Unificación de Italia.
Originario de una familia que aportó a varios personajes que destacaron por su participación en la Guerra de Unificación de Italia, Emilio Dandolo fue uno de los protagonistas, junto con su hermano Enrico Dandolo, y sus amigos, Luciano Manara y Emilio Morosini, de la insurrección de Milán, la cual duró 5 días: del 18 de marzo al 22 de marzo de 1848. 
Enrico Dandolo participó en la Legión Manara en las campañas de Brescia y Trento de la primera guerra de Independencia italiana. Al año siguiente, en 1849, él y su hermano Enrico participaron en la formación de la República Romana, y posteriormente, la defendieron, junto con el Batallón de Tiradores de Lombardi, comandado por Luciano Manara. El 3 de junio de 1849, su hermano Enrico resultó herido mortalmente en los disturbios de la Villa Corsini, en Roma.
Como consecuencia de la caída de la República Romana, Emilio Dandolo huyó al exilio, primero en Marsella, y posteriormente en Lugano. Durante este periodo, Emilio escribió varias obras, como "Viaje a Egipto, el Sudán, Siria y Palestina" (Viaggio in Egitto, nel Sudan, in Siria ed in Palestina)  y "Los voluntarios y el Lombard bersaglieri" ("I volontari e i bersaglieri lombardi"). Al regresar a Italia, se unió de inmediato a los preparativos para la reanudación de los ataques contra el Imperio austríaco. Participó en la Guerra de Crimea, pero debido a que en ese momento era un ciudadano austríaco, fue enviado de regreso a Milán, donde fue sometido a un estricto control policial. 
Estando gravemente enfermo de tuberculosis, murió el 20 de febrero de 1859, poco antes de que Lombardía fuera liberada del Imperio austríaco.